# Center for Alternatives to Animal Testing
Das Center for Alternatives to Animal Testing (CAAT) der Johns Hopkins University arbeitet seit 1981 mit Wissenschaftlern zusammen, um neue Methoden zu entwickeln, die den Einsatz von Labortieren in Experimenten ersetzen, die Anzahl der Versuchstiere reduzieren und notwendige Tests verfeinern, um Schmerzen und Leiden zu vermeiden (3R-Prinzip, wie es in Russell und Burchs „Principles of Humane Experimental Technique“ beschrieben wird). CAAT ist ein akademisches, wissenschaftlich fundiertes Zentrum, das der Johns Hopkins Bloomberg School of Public Health angegliedert ist.
CAAT fördert humane Wissenschaft, indem es die Schaffung, Entwicklung, Validierung und Nutzung von Alternativen zu Tierversuchen in Forschung, Produktsicherheitsprüfungen und Bildung unterstützt. Es ist keine Aktivistengruppe; vielmehr strebt es danach, Veränderungen herbeizuführen, indem es mit Wissenschaftlern aus Industrie, Politik und Wissenschaft zusammenarbeitet, um neue Wege zu finden, Tiere durch tierversuchsfreie Methoden zu ersetzen, die Anzahl der benötigten Tiere zu reduzieren oder Methoden zu verfeinern, um sie für die beteiligten Tiere weniger schmerzhaft oder belastend zu machen. CAAT vergibt seit 1993 Zuschüsse zur Finanzierung der Entwicklung tierversuchsfreier In-vitro-Testmethoden, die den Einsatz von Labortieren bei bestimmten Tests ersetzen könnten.
Seit 2013 veranstaltet das CAAT gemeinsam mit dem Animal Welfare Information Center (National Agricultural Library, USDA) und dem Office of Laboratory Animal Welfare (NIH) jährlich ein Symposium zu den drei R. Die ersten sechs Symposien konzentrierten sich auf die soziale Unterbringung von Labortieren, da die Unterbringung sozialer Arten mit Artgenossen nachweislich den Tierschutz verbessert. Das jüngste Symposium, „7. jährliches 3R-Symposium: Praktische Lösungen und Erfolgsgeschichten“, fand virtuell am 4. und 5. Juni 2020 statt und behandelte Themen aus dem gesamten Spektrum der drei R. Dazu gehörten die Verwendung von Gehirn-Organoiden zur Erforschung von Infektionskrankheiten wie COVID-19 oder Zika, der Einsatz von Grimassen-Skalen zur Erfassung von Tierschmerzen, das Training von Labortieren mit positiver Verstärkung und die Anwendung von Richtlinien wie ARRIVE und PREPARE zur Gestaltung von Experimenten mit weniger Tieren.
Das CAAT veranstaltet jährlich ein Sommerseminar an der Johns Hopkins School of Public Health in Baltimore, Maryland, bei der Mitglieder der Labortiergemeinschaft Innovationen und Techniken im Bereich der 3R-Prinzipien austauschen können.